# Distrito de Pachiza

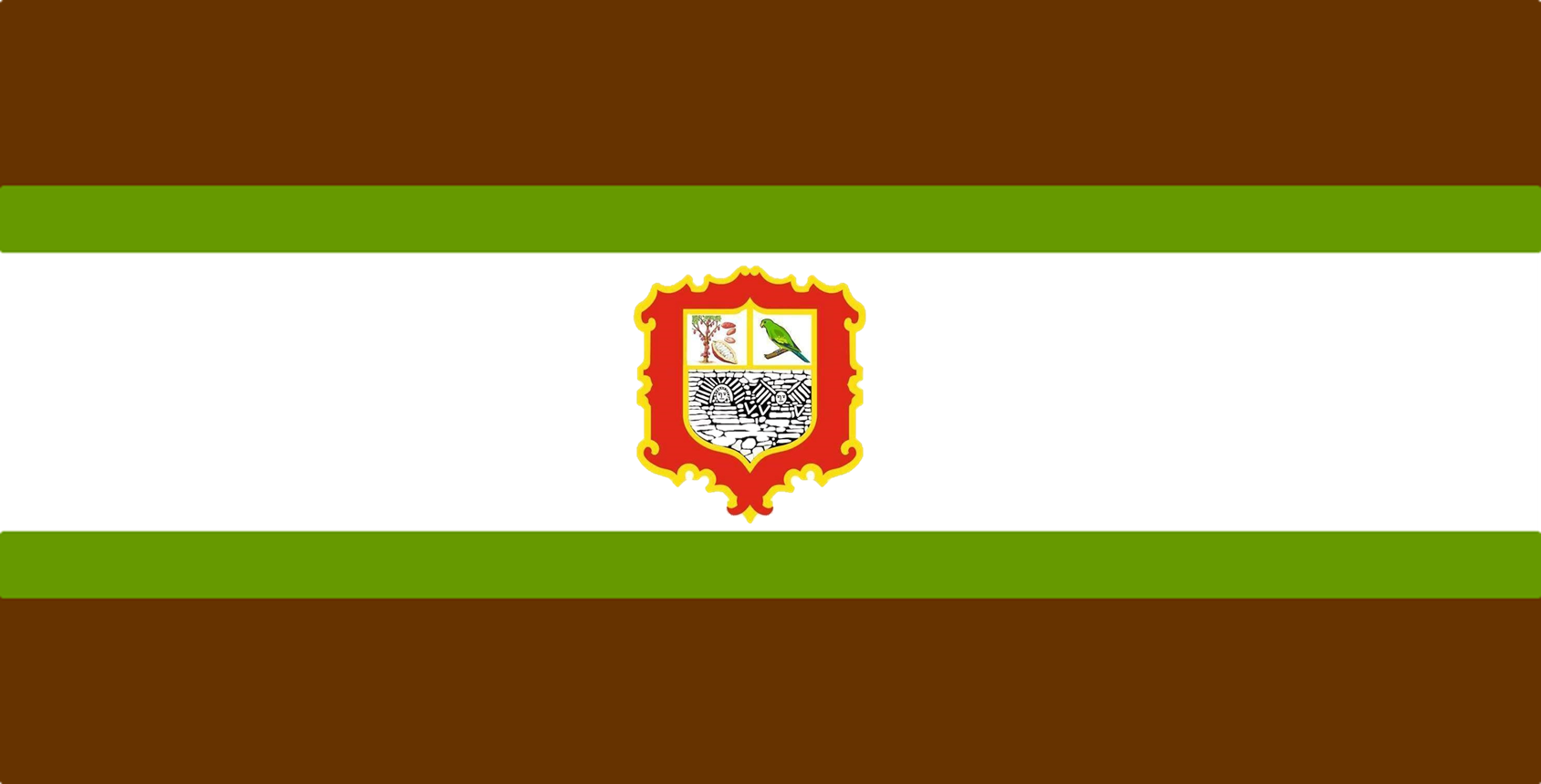
Bandera de Pachiza.El marrón representa al cacao y el legado de los franciscanos; el blanco, la pacificación y el verde la biodiversidad.

El distrito de Pachiza es uno de los cinco que conforman la provincia de Mariscal Cáceres en el departamento de San Martín en el Perú.

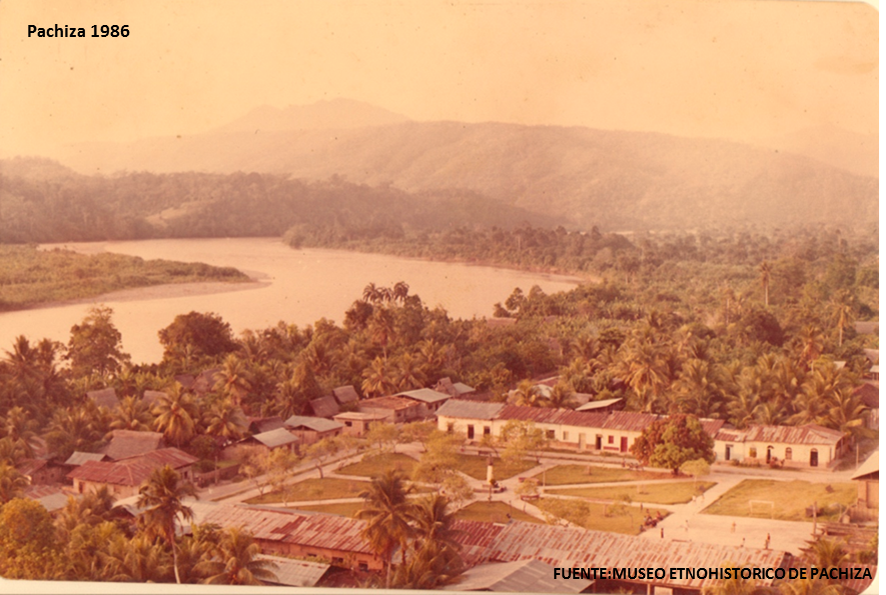
Vista de Pachiza en 1986.

Desde el punto de vista jerárquico de la Iglesia católica forma parte de la Prelatura de Moyobamba, sufragánea de la Metropolitana de Trujillo y encomendada por la Santa Sede a la Archidiócesis de Toledo en España.

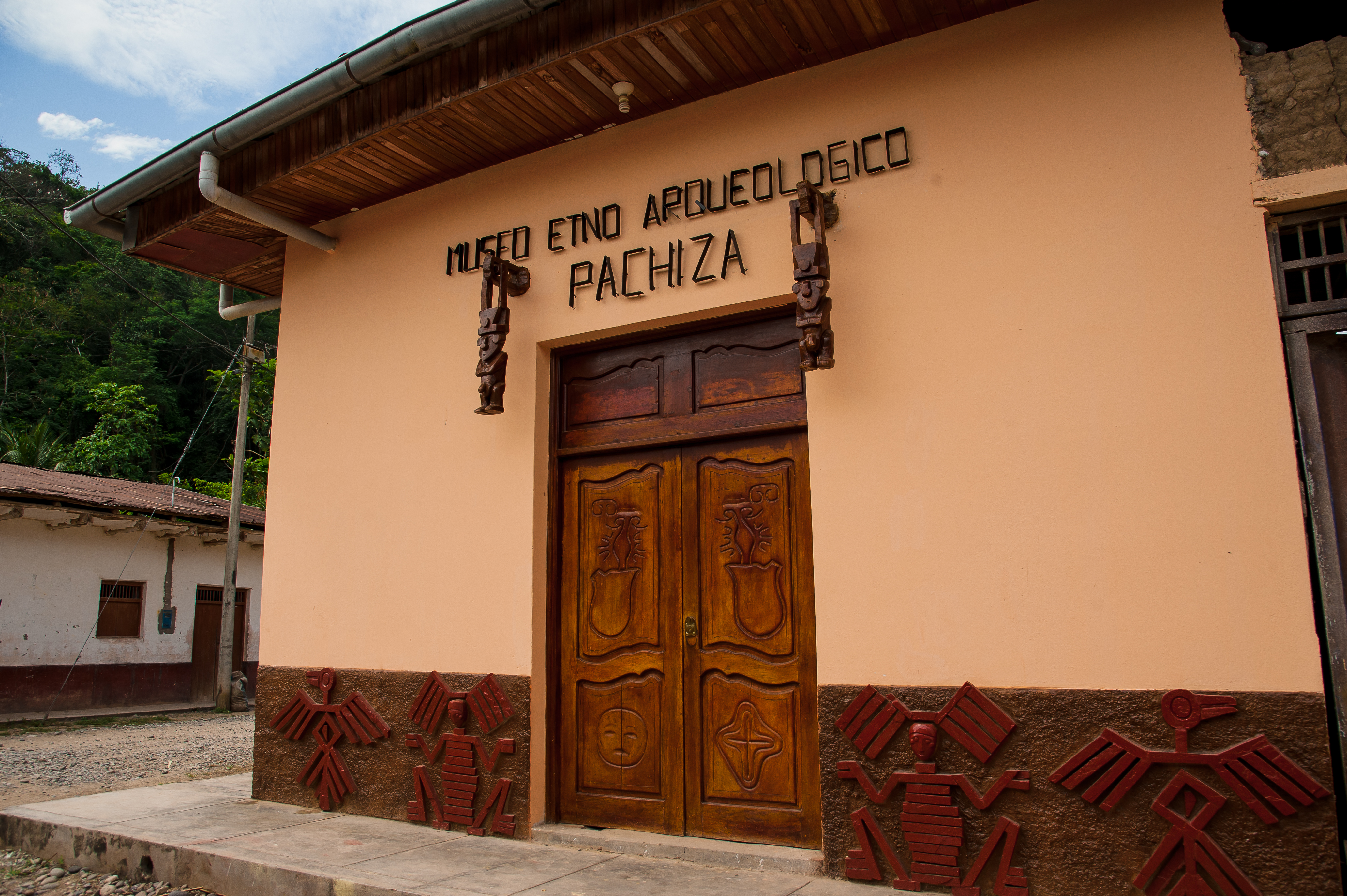
Historia de Pachiza y la provincia de Mariscal Cáceres

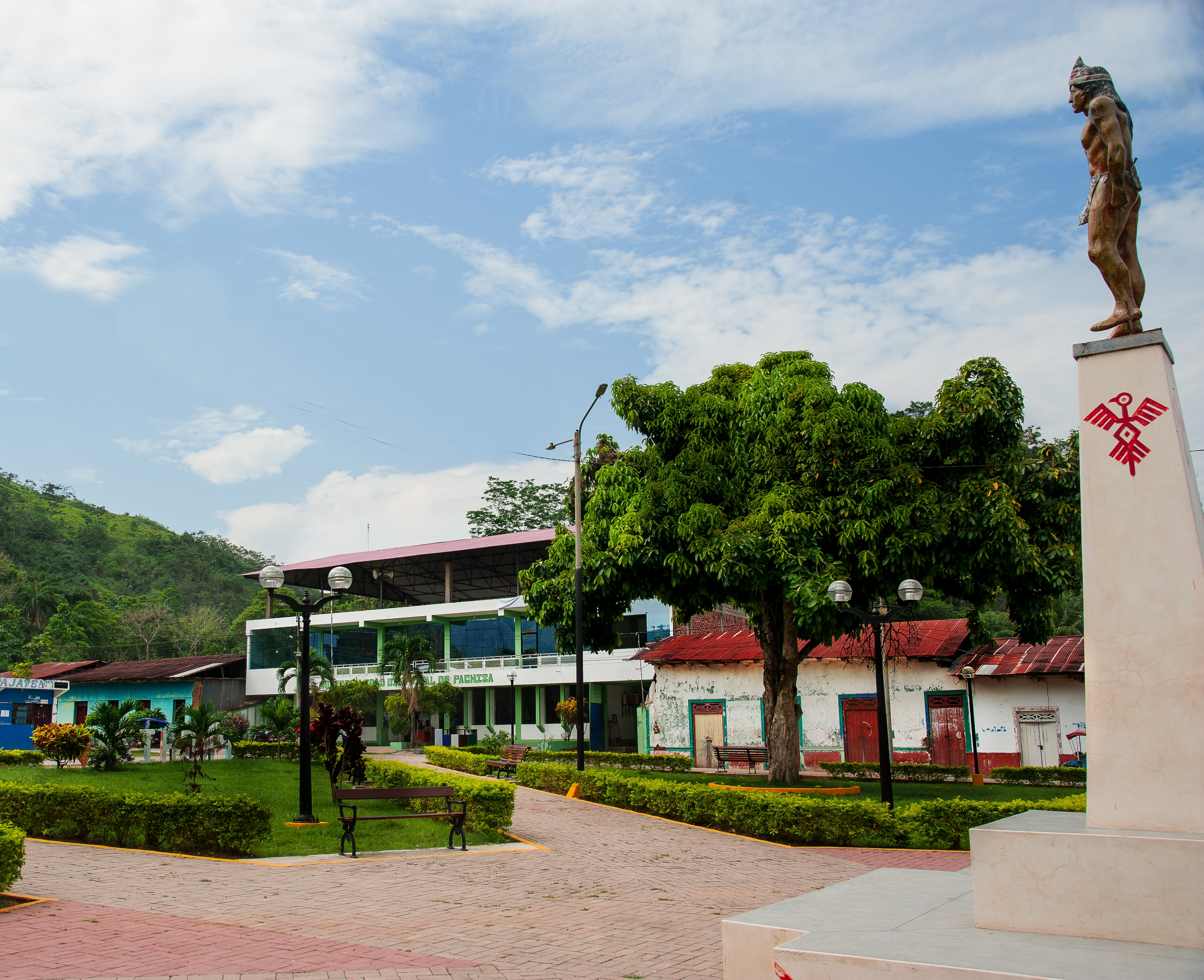
Pachiza,pueblo descendiente hibito.

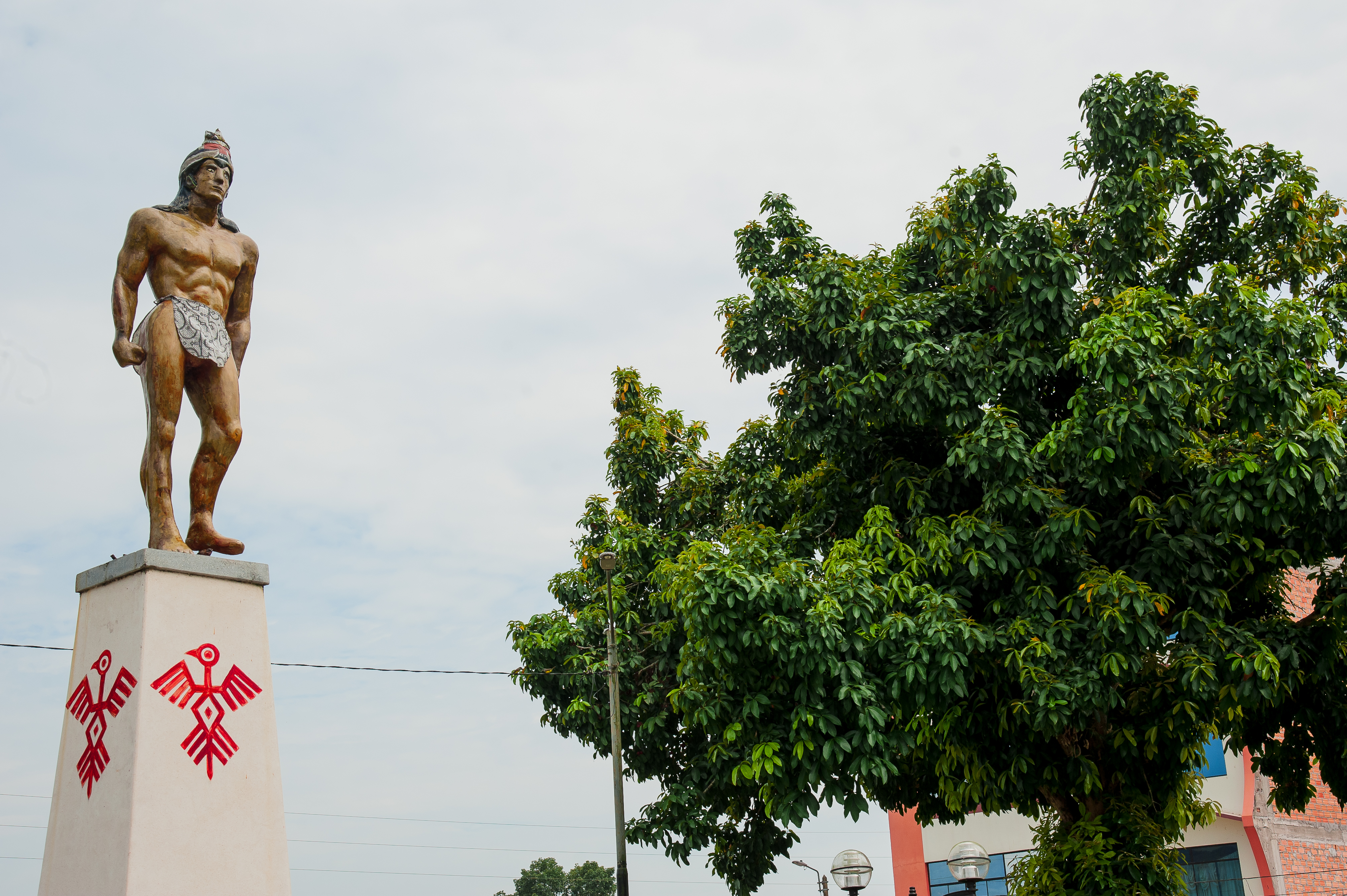
Imagen que representa a la etnia hibita,ancestro de los Pachicinos.

## Historia
En 1785 aproximadamente, Fray Álvarez de Villanueva, a petición del padre Francisco Manuel Sobreviela(responsable del Convento de Ocopa), inició un recorrido desde el convento  a lo largo del Huallaga en misión pastoral en esta parte del oriente peruano. Uno de los objetivos de esta visita era para, conocer a fondo sobre en qué condiciones  estaban viviendo los pueblos de las conversiones de Cajamarquilla( conocidos así los pueblos del Valle, Pampahermosa o Pizana-de la etnia cholona; Sión y Jesús de Pajaten -de la etnia hibita). Fray Manuel de Sobreviela tenía en mente, como estrategia geopolítica, para mejorar la comercialización ,el desarrollo, navegación  y comunicación  entre estos pueblos y otras asentadas a orillas del  HUallaga,  trasladarse lo más cerca posible a esta importante río ; pero para ello ,tenía que tener el sustento de la visita in situ de estos pueblos. Al llegar Fray Álvarez de Villanueva  a Jesús de Pajaten,  notó que los hibitos vivían incomunicado y en pésimas condiciones, de igual estado observo a los otros tres pueblos restantes mencionados líneas arriba; es así que se reúne con los curas responsables de la comunidad y les explica la finalidad de la visita, y acuerdan que los pobladores de Jesús de Pajaten se trasladasen a fundar otro pueblo muy cerca al Huallaga, en la llanura muy apto para la caza y el comercio llamado Pampa de Shitari(este lugar, según el historiador pachicino Javier Cosavalente Galán, deduce que fue Pachiza, porque décadas atrás, en la parte baja del pueblo,exitian pantanales y bebederos de animales en el sector Capirona como lagartos,iguanas,shirues,sajinos,picuros,manacarcos,etc, y que hace años atrás las autoridades y pobladores locales drenaron estos cochales en la quebrada Apana, despareciéndose por completo); para constatación de ello, un grupo de pajatinos se fueron al lugar propuesto y a tres días, a su regreso , trayeron animales que habían cazado en dicho sitio; sin embargo no toda la comunidad estuvieron de acuerdo de trasladarse a fundar el nuevo pueblo, y al encontrarse en ese dilema, Fray Álvarez de Villanueva, sus acompañantes( Siendo Fray Vicente Gómez uno de ellos), curas y representantes del pueblo se volvieron a reunir para debatir y discutir la propuesta de traslación, llegando a un acuerdo que, solo los que desean fundar  otro pueblo  más cerca al Huallaga lo podrían hacer pero voluntariamente. Al regreso al Convento de Ocopa, Fray Francisco Álvarez de Villanueva informa a Fray Manuel de Sobreviela sobre la visita realizada a los pueblos de la Conversión de Cajamarquilla, haciéndole de conocimiento los acuerdos tomados con los pobladores de Jesús de Pajaten y sus representantes. De esa manera Fray Manuel de Sobreviela encarga a Fray Vicente Gómez a trasladar a los pajatenes voluntarios a fundar otro pueblo en el lugar denominado Pampa de Shitary en 1787, y en 1790 se oficializa la fundación de Pachiza con presencia de Fray Manuel de Sobreviela(siendo su fundador), con pajatinos hibitos en su mayoría, cholones de Lupuna(hoy caserío de Cayena), patacinos,alones,choltos y pobladores de Guambo del ahora región amazonas.
En 1821(por cuestiones de error Antonio Raymondi mencionó en 1801), los pajatinos teniendo conocimiento que el virrey ya no gobernaba el Perú(por la independencia del país),secuestraron a sus dos curas y los asesinaron en el lugar llamado hasta ahora como fraile el Pozo, por razones que éstos cometían abusos y violentaban a sus mujeres; conocedor de este asesinato, el cura responsable de la parroquia de Pachiza, manda a quemar al pueblo de Jesús de Pajaten, y sus pobladores se insertaron en las montañas, desapareciendo y quedando en el olvido la conexión colonial del oriente peruano con la provincia de Pataz.
Como dato histórico en la obra “El Perú” del naturalista italiano Antonio Raimondi indica que, el pueblecito de Juana del Río, que hoy lleva el nombre de Tingo María, en la época del viaje de Smith Lowe en 1826, se había comenzado a formarse, de manera que su fundación data del año 1830 y débase a los esfuerzos de D. José María Ruiz, habiendo este traído los primeros pobladores(10familias) desde el pueblo de Pachiza.
Pachiza fue elevado a distrito un 15 de abril de 1853, cuando se creó la provincia Litoral de Loreto, siendo Pachiza uno de los 12 distritos que lo conformaba; para el 7 de febrero de 1866 se crea el Departamento de Loreto, sin embargo dos años después el distrito de Tingo María pasa a conformar al departamento de Huánuco, por tal motivo se realiza un rectificación territorial y político del departamento de Loreto un 11 de septiembre de 1868, fecha que ha creado confusión en la población pachicina para la celebración de su aniversario de creación política como distrito.

## Toponimia
Sobre la etimología del nombre, el pachicino Javier Cosavalente Galan sostiene que,el nombre de pueblo proviene del río Pachiza, al que vulgarmente le denominan Pachicilla, y se basa en testimonios y en escritos que, hasta los años 1940´s el río era denominado como el nombre del pueblo, y en algunos mapas de la épocas no se conoce nombre alguno como pachicilla, siendo en la cuenca de donde nace este río(provincia del Huallaga) denominado como Alto Pachiza. 

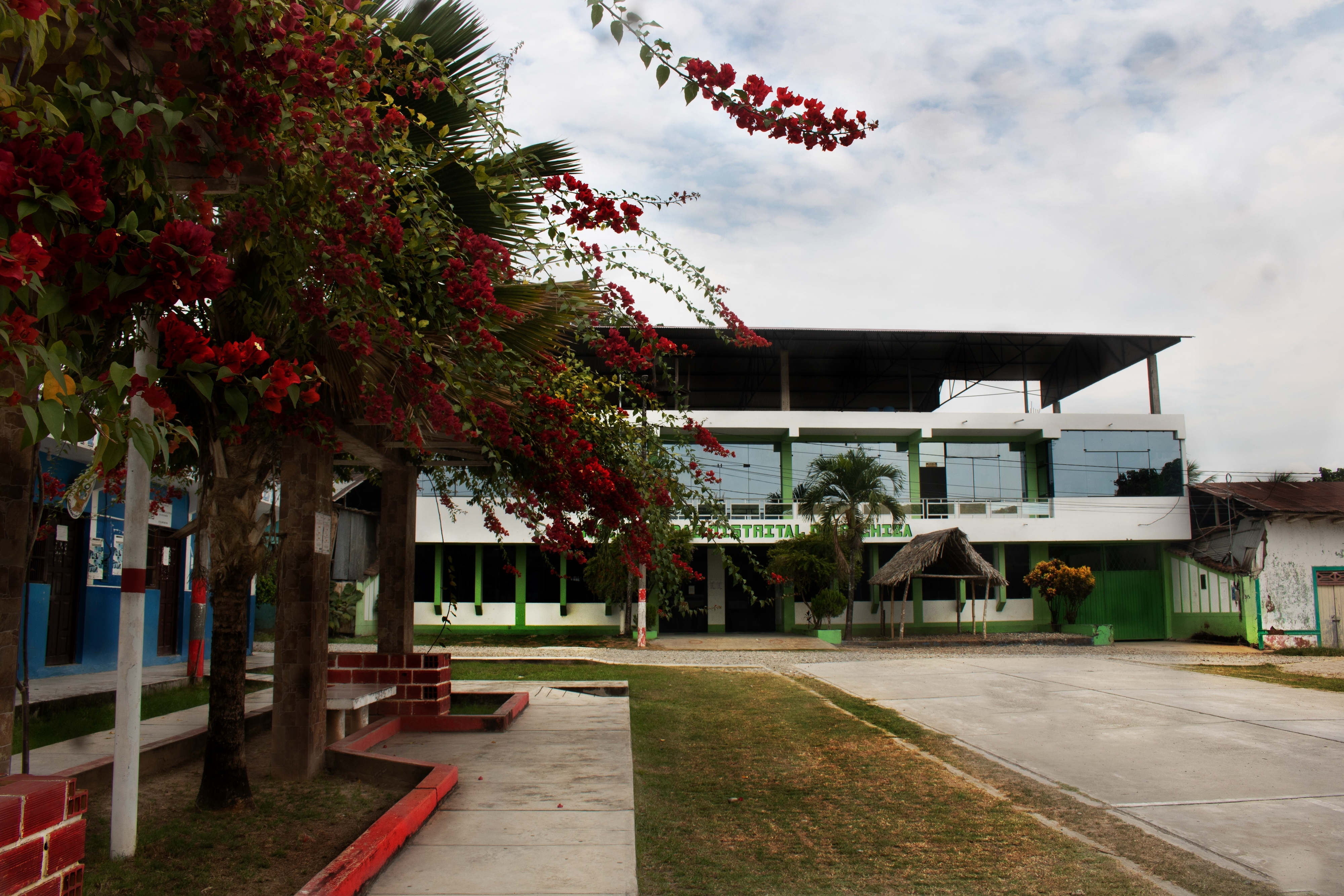
PLAZA DE pACHIZA

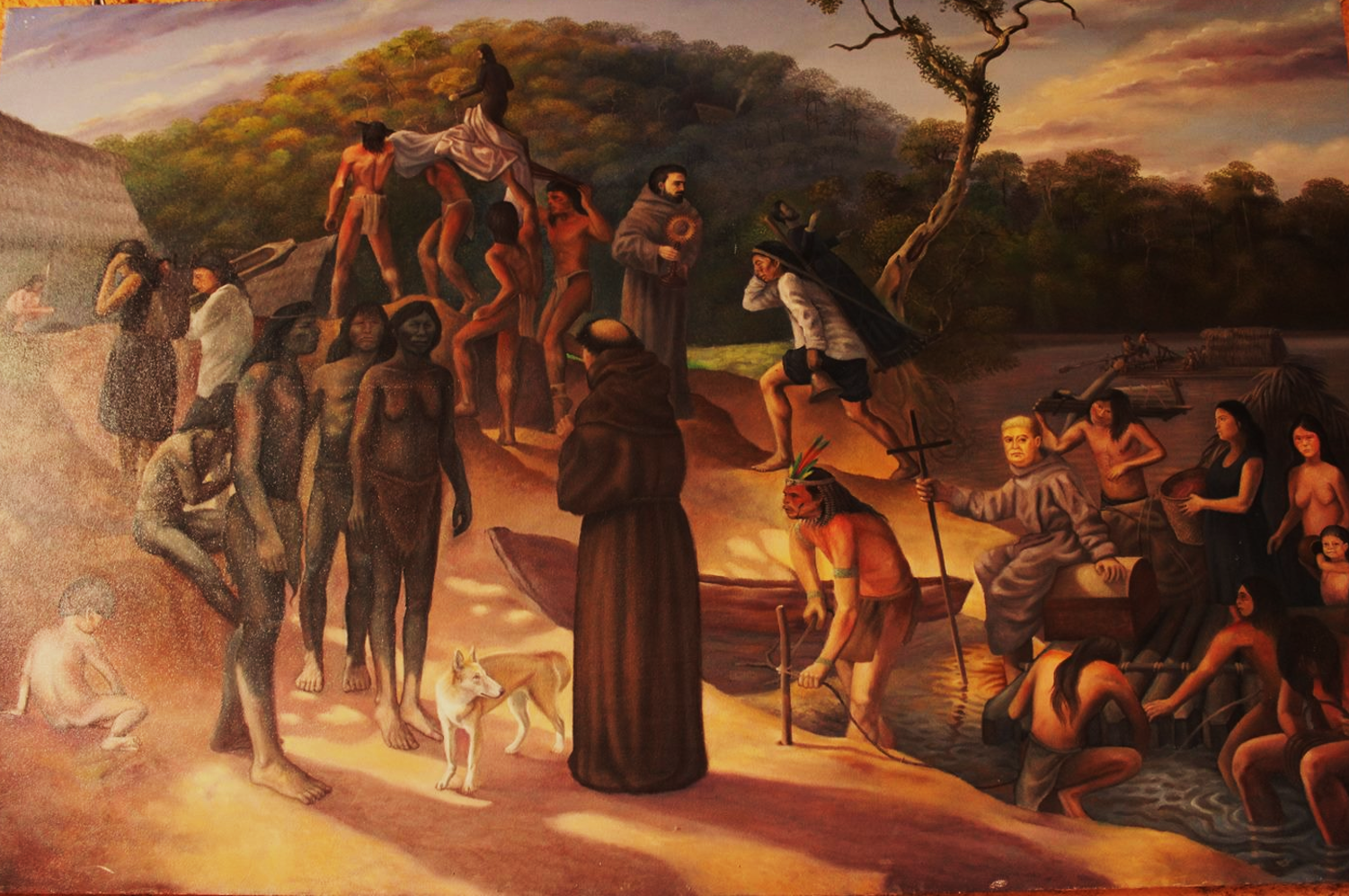
Traslados de pajatenes a fundar Pachiza

## Geografía
La capital se encuentra situada a 328 m s. n. m., el río que baña estos valles de Pachiza es el río Huayabamba y el pachicilla.

## Patrimonio

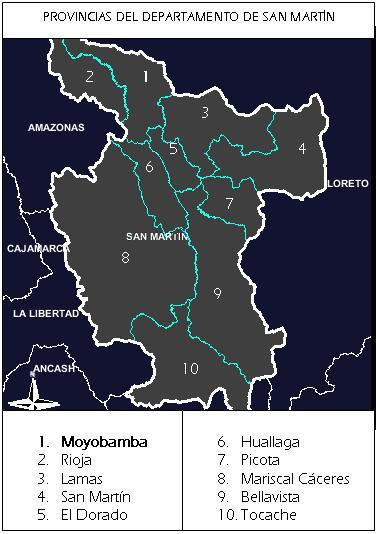
División política del Departamento de San Martín.

El distrito de Pachiza cuenta con 16 petroglifos registrados e integrados por sectores, la mayoría de ellos se encuentran en uno de sus caseríos llamado Bagazan, y así se tiene los petroglifos de Panguana, que es un conjunto de 4 rocas históricas, una de ellas es conocida desde los años 90 y las otras tres restantes han sido encontradas el año 2013, tenemos también los petroglifos de Mushán, que tiene 4 rocas históricas, una de ellas conocida en los años 90 y las otras tres restantes descubiertas el año 2013, además los petroglifos de Chope, que es también un conjunto de 4 petroglifos, descubiertos el año 2013, todas ellas están ubicados en el caserío de Bagazan, Distrito de Pachiza.

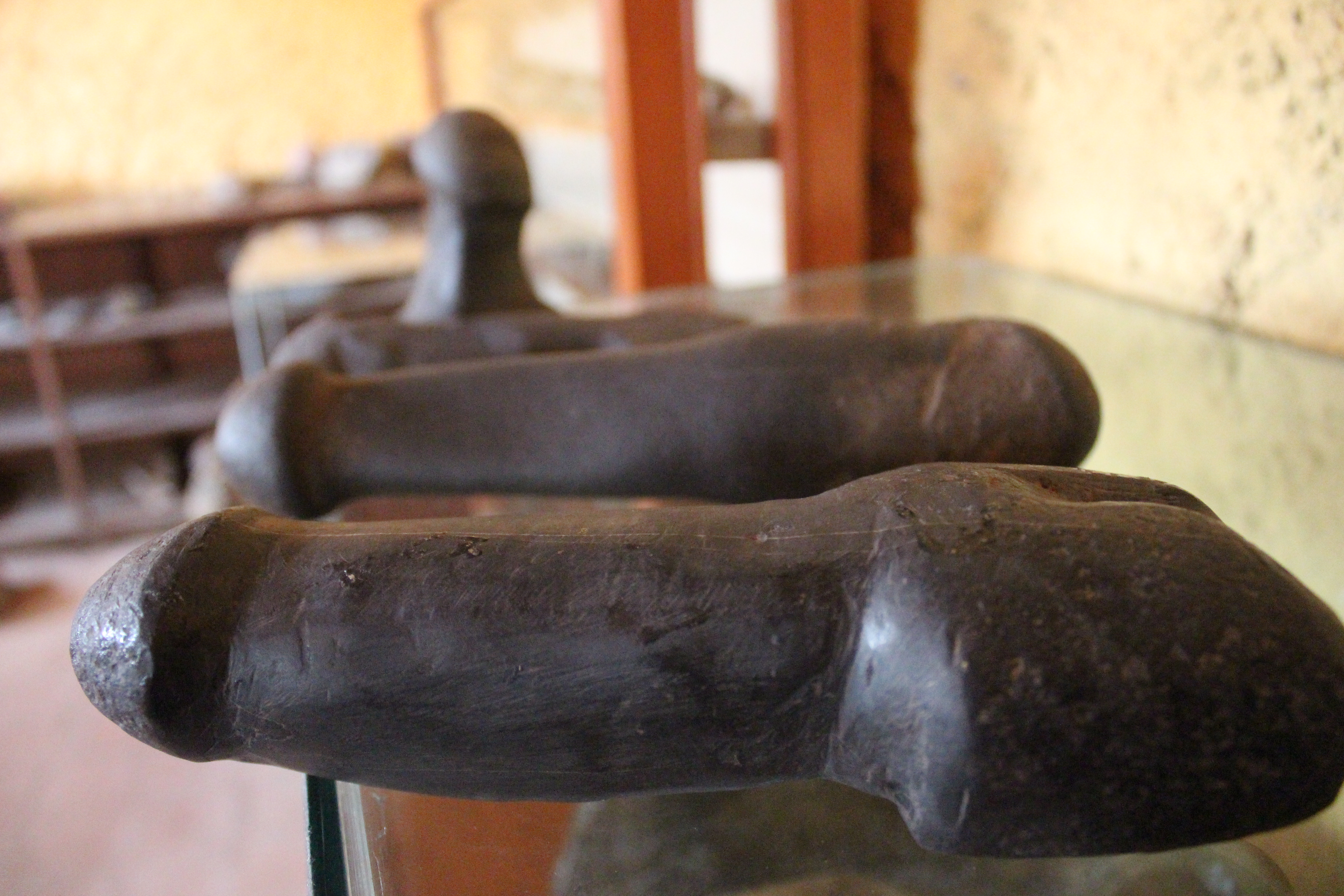
Falos-etnia hibita-Pachiza Perú

Un petroglifo fue recientemente descubierto en el caserío de Atahuallpa, denominado Petroglifo del Huayabamba, tiene además 4 petroglifos más por registrarlos (petroglifos del apisuncho-cateña), casi en su totalidad estos petroglifos fueron difundidos y encontrados por el joven pachicino Javier Cosavalente Galán y muchas piezas arqueológicas también que se guarda en el Museo Arqueológico de Pachiza. Posee Pachiza también un Museo Arqueológico y Etnohistorico que guarda celosamente restos arqueológicos como hachas Liticas, Falos, boleadoras de Piedra, morteros y batanes Liticos, restos de cerámica precolombina, maqueta lítica, minipetroglifos, cabezas clavas, pedernales y otros, así como también restos fósiles.
De época colonial posee varias Imágenes religiosas que fueron traídas de los desaparecidos pueblos coloniales del Valle, Pajaten y Ochanache, también estribos, campanas, cáliz, balanza, todos de bronce encontradas por los valles del río Jelache.
Este Museo también guarda manuscritos de sus primeras autoridades desde que se elevó a distrito en 1853, además de pilones, baúles, telégrafo, tinajas, vestuario religiosos y misal en latín que datan de a mediado del siglo XIX.

## Turismo
El distrito de Pachiza cuenta muchos recursos turísticos potenciales y actuales, que en su mayoría necesitan ser difundidos y promocionados. Los tipos de turismo que se puede realizar en el distrito de Pachiza es el ecoturismo, turismo vivencial, turismo arqueológico y turismo de naturaleza.

### Catarata Vicky
Ubicado a la margen izquierdo del río Huayabamba a 10 m de la orilla, tiene una caída aproximadamente de 70 m, cuya agua vierte de la espesura de la selva, tiene una poza de regular extensión, está a cuarenta minutos del centro poblado de 2 de mayo en bote a motor. Este recurso se encuentra a cuatro horas de Pachiza en bote a motor (latón), en ella se puede apreciar el color verdoso de las algas que se encuentran en el paredón por donde cae el agua, y junto a ellos también se puede observar la cascada de velo de novia y cajañahui.

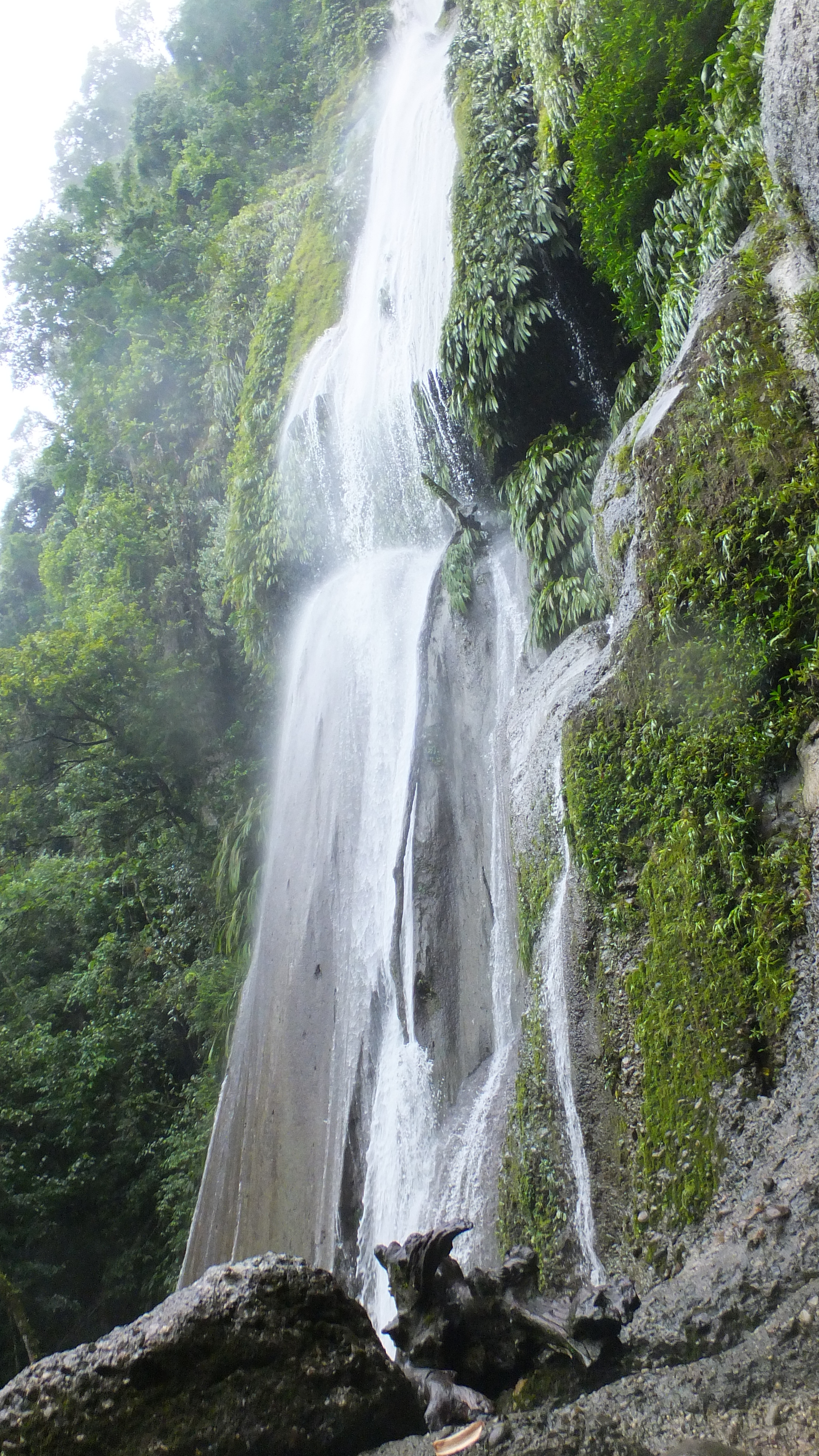
caída de agua en Pachiza-Perú

### Cascada de Cachirumi
Está ubicado a 40 min en bote a motor desde la catarata del breo, por el alto huayabamba, pertenece al caserío de nuevo chimbote, en el distrito de Pachiza, para llegar se tiene que caminar solo 10 min de la orilla del río huayabamba, en dicha caminata se puede apreciar la naturaleza en su esplendor combinando con el encajonado de las paredes, como si fueran cuevas en dicho lugar, Cachirumi posee una enorme posa para disfrutar y bucear, es la única cascada por el alto huayabamba que posee piscina grande para bañarse, esta cascada tiene 10 metros de altura.

### Cascada de Shitariyacu
Se encuentra cruzando el río Huayabamba, en el caserío de Ricardo Palma, para luego irse en movilidad (motocicleta, motocarro) hacia la minicentral hidroeléctrica de Shitariyacu aproximadamente 30 minutos, y luego una caminata de 40 minutos, para llegar a dicha cascada que presentan dos hermosas caídas de aguas verdosa y celestes, la primera caída tiene 5 metros y la segunda más de 12 metros y tiene una poza muy atractiva para bucear y relajarse. Además metros más abajo se encuentran 2 pozas naturales muy atractivas para refrescarse. Este recurso se encuentra dentro del área de conservación comunal denominado “Shitariyacu”.

### Cascada de Shambirillo
Se encuentra en el caserío de Marisol, a tres horas y media de Pachiza en bote a motor (deslizadora), al llegar a este caseríos camina quince minutos para llegar a esta cascadas que son un conjunto de tres caídas de agua, alrededor se observa bosques primarios, además en sus pozas color turquesas se encuentran sedimentos que hace que los objetos que caen en el recorrido del agua comiencen un proceso de fosilización, endureciéndolos con los sedimentos a las ramas, hojas que caen.

### Cascadas de Micaela
Se encuentra en el caserío de Bagazán, distrito de Pachiza, a casi una hora de Pachiza por vía terrestre, y luego una caminata de 1:30 hora para llegar a esta cascada de 30 metros de altura de una sola caída, formando en la parte de abajo 3 pozas y se encuentra en un área de protección y conservación de las 3 quebradas; esta cascada, la más grande, tiene una caída de 15 metros de altura y posee hermosas piscinas naturales muy propicios para bucear y bañarse.

### Cascada de Nuevo Chimbote
Esta cascada se encuentra en el caserío de Nuevo Chimbote, a tres horas y media de Pachiza en bote a motor (deslizadora), llegando primero al caserío de Marisol, luego una caminata de una hora se encuentra esta cascada, tiene una caída de ocho metros de altura y posee una poza de aguas color verde-celeste, muy hermosa para las tomas fotográficas y refrescantes para bañarse.

### Piscina Natural de Shitariyacu
Este recurso turístico se encuentra ubicado a diez minutos caminando de la cascada de shitariyacu, en el caserío de Ricardo Palma, sus aguas son color turqueza, muy apropiado para refrescarse y bucear, tiene una profundidad de casi tres metros, y una caída de agua gradiente de ocho metros, y está rodeado de bosques primarios y apto para visitantes que realizan el ecoturismo.

### Cueva de Shitariyacu
Ubicado en el caserío de Ricardo Palma, este recurso turístico se encuentra en Área de Conservación Ricardo Palma, muy cerca a la Cascada de Shitariyacu, la entrada a esta caverna es de 1.6 metros de altura, en el interior de la cueva se encuentra, en su mayoría, murciélagos, que es refugio de este animal nocturno, y el olor que emana hace que no sea grata a algunos visitantes, pero para muchos que les fascina explorar, es un buen sitio en las cuales se entra hasta más de 50 metros, y cada vez al fondo se ensancha no permitiendo hacer el ingreso más al fondo por falta de oxígeno.

### Museo Arqueológico y Etnohistórico de Pachiza

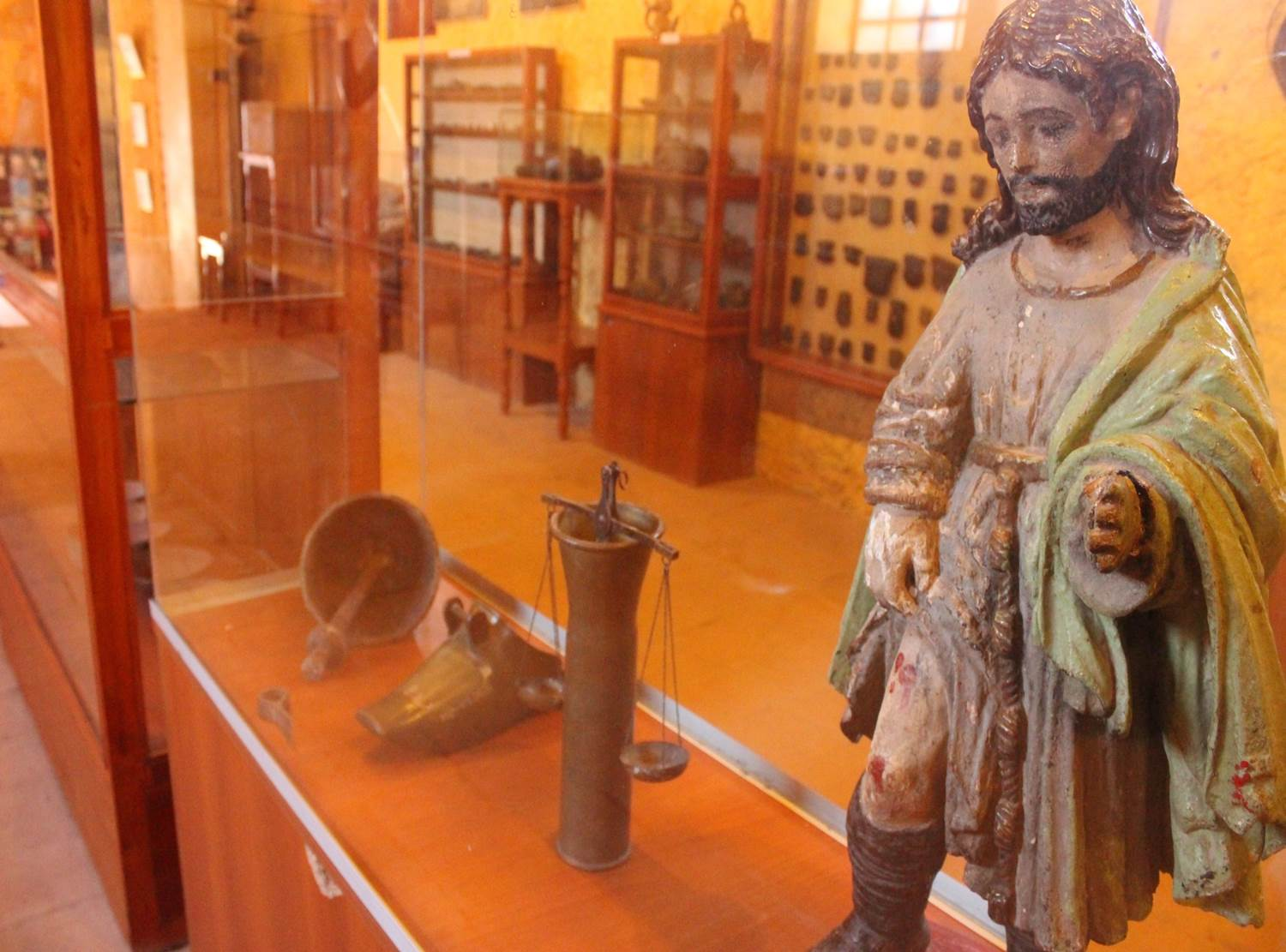
Museo Pachiza

Se ubica a una esquina antes de llegar a la plaza de armas de Pachiza, este museo, recientemente elevado a esa categoría en julio del 2013, guarda celosamente muchos objetos arqueológicos de las tribus que se asentaron sobre estos valles del río huayabamba, pachicilla y jelache (hachas de piedra, boleadores líticos, falos, restos de cerámica precolombino, pedernales, cabezas clavas, morteros líticos, batanes líticos, maquetas líticas y réplicas de los tambos del gran Pajaten y los pinchudos), además de restos fósiles, objetos etnohistóricos y restos con imágenes religiosos coloniales de los desaparecidos pueblos del Valle, Pajaten y Ochanache. También posee documentos importantes que redactaron sus primeras autoridades cuando fue elevado a distrito en 1853, posee además un pequeño espacio donde se muestra un jardín botánico Etnohistorico como ayahuasca, uña de gato, bombonaje, etc.

### Petroglifos de Panguana
Se encuentra ubicado en las alturas de la localidad de Bagazán, Distrito de Pachiza. a 1hr en carro desde el distrito de Pachiza, con unos 20 km de recrorido, y al llegar a ese caserío se realiza una caminata de 1:40 minutos, hasta llegar al lugar "Los Petroglifos de Panguana" lo que podría ser un importante centro ceremonial de épocas pasadas. El nombre de estos petroglifos se atribuye al hecho de que en el sector donde se encuentra, abundaban las aves conocidas con el nombre de Panguana, además de la quebrada que recorre por estos lugares. Estos petroglifos son un conjunto de cuatro, dos grandes que pasan más de los dos metros de altura y dos pequeños pero importantes, se ubican en el trayecto hacia el petroglifo principal conocido desde los años 1990, en ellos se puede apreciar figuras antropomorfas(cabezas humana trofeo), figuras zoomorfas(cabezas trofeo de animales, enormes serpientes, iguanas, tapir, caracoles, monos, felinos) además de figuras fitomorfas (colibrí exhalando flores) y figuras astromorfas (estrellas, tacitas, etc).

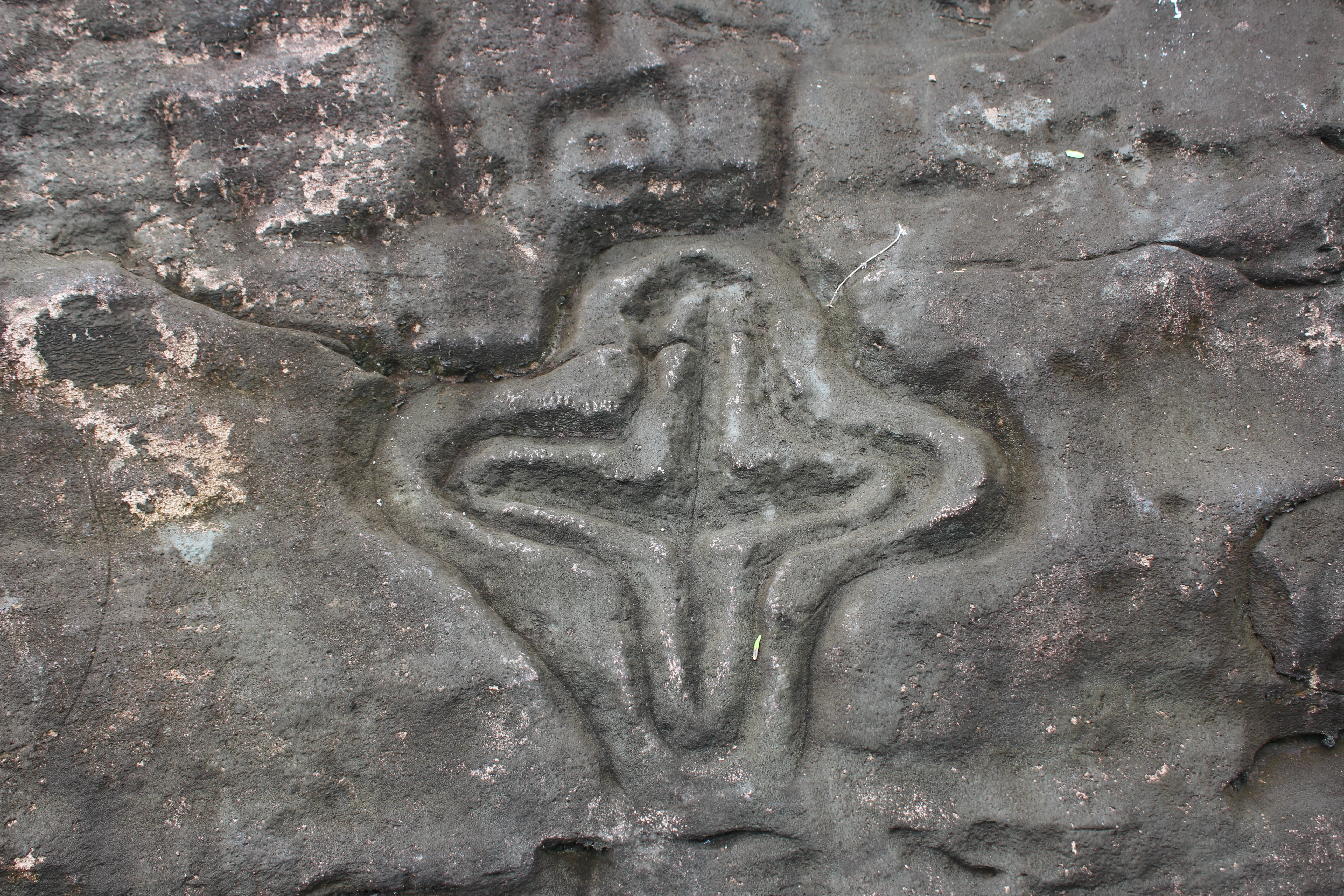
Petroglifos de panguana

### Petroglifos de Mushán
Estos petroglifos se encuentran en el trayecto hacia los petroglifos de Panguana en el distrito de Pachiza, son un conjunto de dos rocas grandes, una pequeña y otra mediana, se ubican distribuidas cerca al camino principal, el nombre de estos petroglifos deriva del sector donde se ubica, porque esos lugares recorre la quebrada Mushán.
Las figuras que más sobresalen son las figuras antropomorfas (cabezas trofeo humano), figuras zoomorfas (serpientes, gusanos, iguanas), además de figuras geométricas que son líneas rectos, curvos y horizontales que hacen dificultoso interpretarlos.

### Petroglifos de Chope
A una hora y cuarenta minutos de Bagazan se encuentran los petroglifos de chope, del cual deriva también el nombre de la quebrada de ese sector, para llegar a ese lugar se tiene que caminar por una vía carrozable que está cerrado para vehículos motorizados. Son también un conjunto de 4 rocas, en su mayoría 3 medianas y 1 grande, en esos petroglifos se puede apreciar figuras de cabezas trofeo humanas y fantasmales (humanos con 4 ojos) además de figuras de serpientes y caras humanas, es en estos petroglifos que más se puede apreciar figuras geométricas de no fácil interpretación, y según comuneros de la zona, en casi todo el caserío de Bagazan se encuentran más petroglifos por conocer, porque está quebrada del cual lleva el nombre estos petroglifos es salado, y a cabecera de este se encuentra vetas de sal, y quizás sea las razones por la que se observa más presencia de restos arqueológicos por estas zonas.

### Petroglifo del Huayabamba o diablillo
Este resto arqueológico se ubica en el caserío de Atahualpa, para llegar a este lugar se puede llegar por Huicungo en vehículo motorizado hasta la balsa cautiva de ese distrito, a 7 minutos, y luego cruzar el río Huayabamba en la balsa cautiva para luego caminar diez minutos.
Este petroglifo recientemente fue encontrado, presenta figuras de caras humanas, además de figuras astrales y figuras geométricas.
Lo que más llama la atención de esta roca históricas son las figuras de tres soles (sol) y las olas del río Huayabamba que plasmaron, por eso la derivación del nombre del petroglifo. Desde este lugar se puede apreciar el farallón del ojocha y el curso del río Huayabamba, aguas abajo, porque se encuentra en una pequeña colina que sirve de mirador natural, en el trayecto a este petroglifo se puede observar el cacao común que quedan como resultado del cultivo de esta planta por sus antiguos dueños. Este petroglifo fue descubierto por Javier Cosavalente Galan, encargado del área turismo de Pachiza.

### Petroglifos del Apisoncho
descubierto por Javier Cosavalente Galan y Jhon Soria a 10 metros de la orila de la confluencia del río Abiseo y Río Huayabamba, incluso otro petroglifo se catalogó a 100 metros más arriba por el río huayabamba, estos petroglifos de más de 2 metros de altura y 6 metros de largo presentan figuras antropomorfas, zomorgas, astrales y figuras geométricas, son las rocas más grandes de todos los petroglifos encontrados en el distrito de Pachiza, pues estos petroglifos están en la jurisdicción del caserío de atahuallpa, y en soporte más para los corredores turísticos existentes hacia el parque nacional del río Abiseo y las cataras del Breo por el alto huayabamba.

## Petroglifo de oromina
está situado a solo 1 min en bote a motor de la confluencia de los ríos abiseo y huayabamba, se encuentra en el caserío de atahuallpa, distrito de pachiza,a solo 50 metros de la orilla del huayabamba, se aprecia figuras con puntos céntricos, algunas cabezas antropomorfas,y figuras geométricas, esta piedra parece ser que ambos extremos fue labrado, tien una medida de 2 metros de alto y de ancho 5 metros.fue descubierto por J. cosavalente el 2013, el 2014 fueron registrados por el Ministerio de cultura.

### Ruta Turística del cacao de Alto el Sol
Se encuentra en el caserío de Alto el Sol, cruzando el río Huayabamba de unos 6 minutos, para luego trasladarse en motocarro a dicho caserío de unos 7 minutos. En este recurso turístico se hace el recorrido turístico de aproximadamente 40 minutos, dependiendo del tiempo que el visitante quiera realizarlo, en este recurso turístico el visitante podrá observar las parcelas de cacao que son aproximadamente 32. Dentro del programa el guía da a conocer sobre la preparación de viveros, luego el del trasplantado para su respectiva injertacion, además el visitante se informara sobre los tipos de podas que se da para su mantenimiento y luego se puede observar el banco de germoplasma. Donde se puede apreciar los 17 tipos de cacao, además el guía explica de cómo se hace la cosecha para después hacer la selección de granos para la fermentación que dura 5 días y luego su posterior secado de 3 días más, el turista además podrá saborear los diferentes granos de cacao y así poderlas diferenciar, probando la calidad de cacao que en muchas ocasiones ha sido reconocida a nivel mundial, dentro de ellas el del 2010 que fue reconocido como el cacao orgánico mejor del mundo declarado en el salón del chocolate en Francia, entre otros renombres y títulos.

### Jardín Botánico de Santa Rosa
Se ubica a tres horas del distrito de Pachiza en bote a motor (deslizadora o latón) este pequeño poblado familiar pertenece al caserío de Sanambo. Santa Rosa tiene una asociación llamado Asociación de productores Agropecuarios y protectores del medio Ambiente, quienes trabajan con PURPROYECT, en los que se refiere al jardín botánico que es presidido por su presidente el Sr. Oswaldo del Castillo. En este lugar se puede realizar caminatas por el bosque, donde se puede apreciar lianas medicinales y alucinógenos como es el ayahuasca, uña de gato, además de plantas medicinales como sangre de grado, clavo huasca, shiringa, uvilla, bálsamo, etc. Además santa Rosa es un sitio muy adecuado para hacer campin. Además santa Rosa es un sitio muy adecuado para hacer campin.

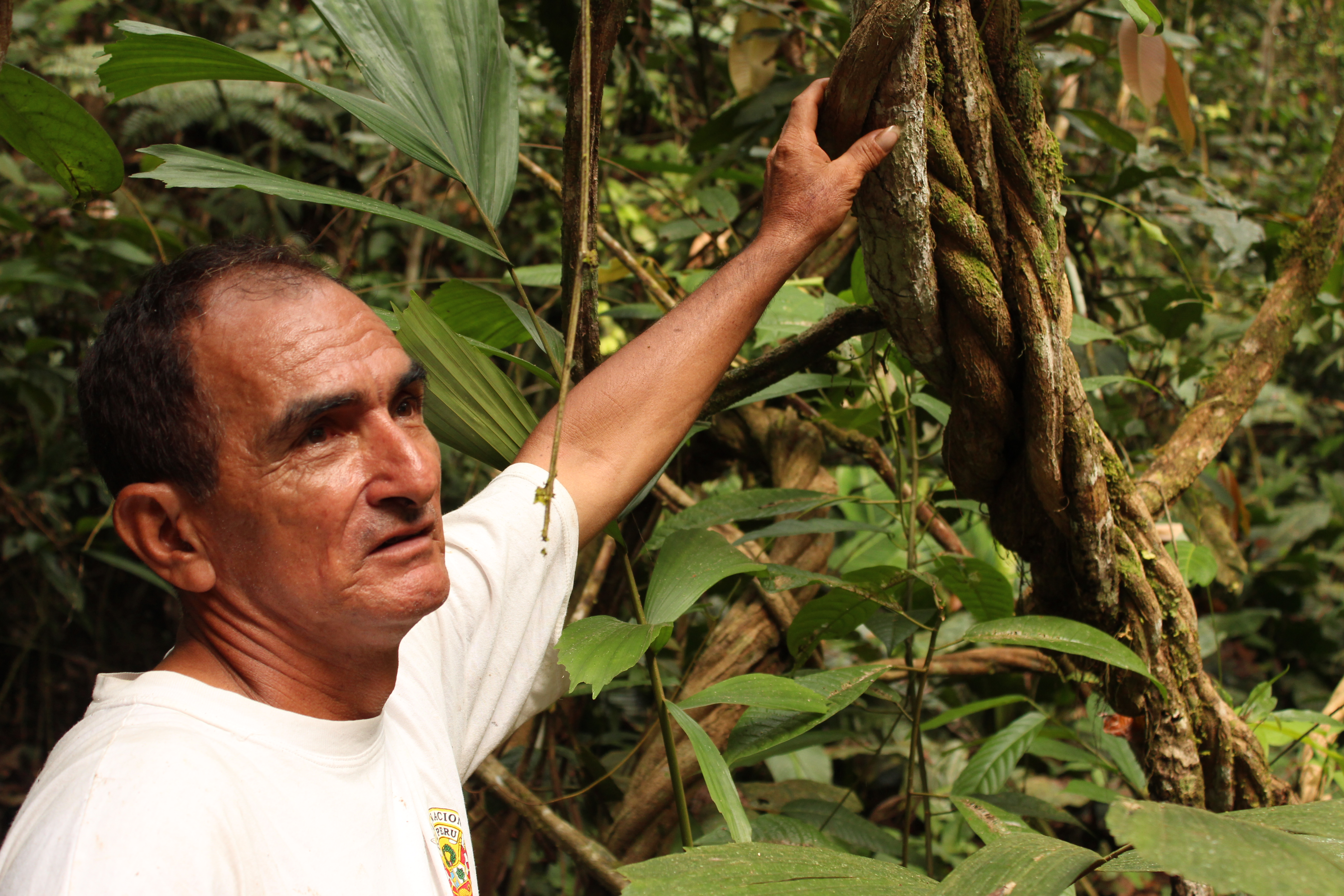
Jardín Botánico de Santa Rosa

### Fiesta Patronal de Pachiza
Se celebra en la primera semana de diciembre de cada año en homenaje a la Virgen de la inmaculada concepción, donde se realiza un cronograma de actividades como pandillas, bebidas y platos típicos, el patotipina, y se termina el 7 por la noche con una gran fiesta social, amenizada por orquestas regionales.

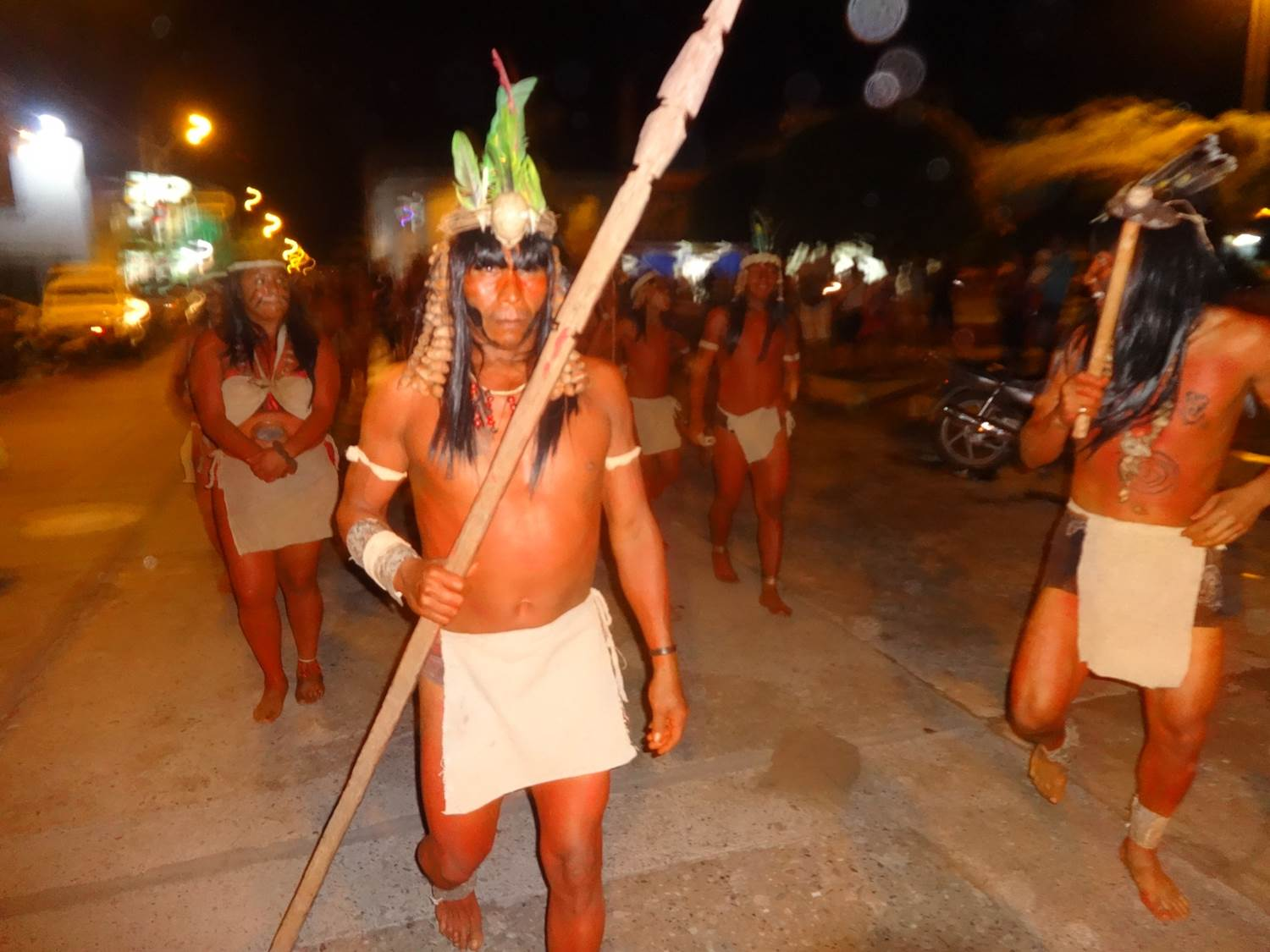
Los hibitos pajatenes

## Agricultura
El distrito de Pachiza es pionero en la Región San Martín del cultivo alternativo del cacao, fue en Pachiza que los agricultores apostaron por este cultivo, y ahora casi en toda la selva amazónica se siembra el cacao a gran escala.
Pachiza en las décadas de los 1980 y mediados de 1990 basaba su economía en el cultivo de la hoja de coca, usado para la producción ilegal de cocaína. Con este cambio rotundo este pueblo de Pachiza ahora sobresale con su cacao de mejor calidad en el mundo. Además de cacao, los agricultores siembran y cultivan el maíz, algodón, papaya, y muchos comuneros crían ganado.